# Hit the Road Jack
Hit the Road Jack (deutsch etwa „Hau ab, Jack“) ist ein Lied, das von Percy Mayfield geschrieben und zuerst im Jahr 1960 als A-cappella-Version aufgenommen wurde.

## Hintergrund
Das Lied handelt von einem Disput zwischen dem Sänger und einer Frau, die ihn vor die Tür setzen will, sowie von seinem Versuch, sie umzustimmen. Schließlich gibt er auf, packt seine Sachen und geht. Das Lied wurde bekannt, nachdem es von dem Sänger und Pianisten Ray Charles (als Duett mit Margie Hendrix) aufgenommen wurde. Es war 1961 für zwei Wochen ein Nummer-eins-Hit in den Billboard-Hot-100-Charts. Das Lied war auch der Nummer-eins-Hit in den R&B-Charts für fünf Wochen. Es war der sechste Nummer-eins-Hit von Ray Charles in den R&B-Charts.
Die Komposition beruht auf der andalusischen Kadenz.

## Rezeption
Das Lied wurde auf Platz 377 der  500 besten Songs aller Zeiten des Rolling-Stone-Magazines gewählt. 2012 wurde der Song in die Grammy Hall of Fame aufgenommen.
Der Serie Auf schlimmer und ewig diente es als Titellied.

## Kommerzieller Erfolg

### Chartplatzierungen
| ChartsChartplatzierungen       | Höchstplatzierung | Wochen |
| ------------------------------ | ----------------- | ------ |
| Vereinigte Staaten (Billboard) | 1 (13 Wo.)        | 13     |
| Vereinigtes Königreich (OCC)   | 6 (12 Wo.)        | 12     |

| ChartsJahrescharts (1961)      | Platzierung |
| ------------------------------ | ----------- |
| Vereinigte Staaten (Billboard) | 19          |

### Auszeichnungen für Musikverkäufe
| Land/Region                  | Auszeichnungen für Musikverkäufe (Land/Region, Auszeichnung, Verkäufe) | Verkäufe |
| ---------------------------- | ---------------------------------------------------------------------- | -------- |
| Deutschland (BVMI)           | Gold                                                                   | 300.000  |
| Italien (FIMI)               | Platin                                                                 | 100.000  |
| Spanien (Promusicae)         | Gold                                                                   | 30.000   |
| Vereinigtes Königreich (BPI) | Gold                                                                   | 400.000  |
| Insgesamt                    | 3× Gold · 1× Platin ·                                                  | 830.000  |

## Bekannte Versionen
Bekannte Versionen stammen von:

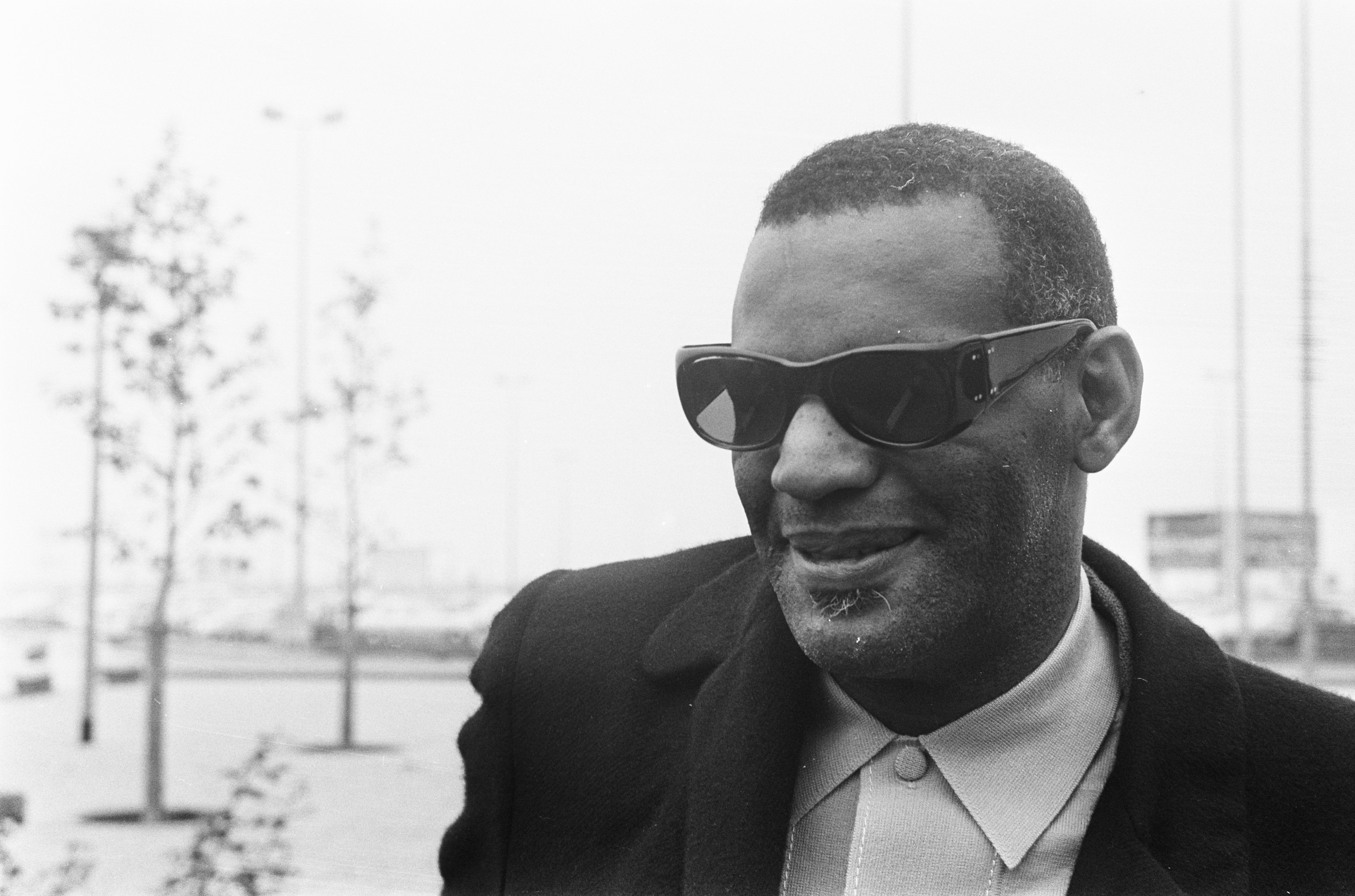
Ray Charles (1968)

- Ray Charles (1961 – ausgezeichnet mit dem Grammy Award for Best R&B Performance)
- Richard Anthony (1961 – französisch als Fiche le camp, Jack)
- Monica Zetterlund – in einer schwedischen Version Stick iväg, Jack (1962)
- The Animals (1966)
- The Castaways (1967)
- Big Youth – als Reggae-Version 1976
- The Stampeders featuring Wolfman Jack (1976)
- Suzi Quatro (1974)
- John Mellencamp (als Johnny Cougar) (1976)
- The Residents (1987)
- Tokyo Ska Paradise Orchestra (1990 – Ska Para Toujou)
- Arrested Development (2002)
- Hermes House Band (2004 – Get Ready To Party)
- Miyavi (2005 – live)
- Basement Jaxx (2006)
- Tic Tac Toe (2006)
- Mo’ Horizons (portugiesisch als „Pé Na Estrada“)
- The Easybeats
- Sha Na Na
- Renee Olstead
- Shirley Horn
- Jamie Cullum und Tim Minchin
- John Farnham
- Acid Drinkers
- Throttle[11]